# Daniel Joseph MacDonald
Daniel Joseph MacDonald PC (* 23. Juli 1918 in Bothwell, Prince Edward Island; † 30. September 1980) war ein kanadischer Offizier und Politiker der Liberalen Partei, der mehrere Jahre Abgeordneter des Unterhauses sowie Minister war.

## Leben
MacDonald, der von Beruf Landwirt war und 1938 eine eigene Farm kaufte, trat im August 1940 in die Einheit der Prince Edward Highlanders des Royal Regiment of Canadian Artillery ein. Im Juni 1943 wechselte er zum Cape Breton Regiment und nahm in diesem bis 1945 am Zweiten Weltkrieg teil, wobei er zuletzt im Oktober 1943 während seines Einsatzes in Italien zum Sergeant befördert wurde. Später diente er im Prince Edward Island-Regiment und erreichte dort den Dienstgrad eines Oberstleutnants.
Seine politische Laufbahn begann er zunächst in seiner Heimatprovinz, als er für die Liberale Partei am 10. Dezember 1962 im Wahlkreis King’s-1st District erstmals zum Mitglied der Legislativversammlung von Prince Edward Island gewählt wurde und dieser bis 1972 angehörte. Nachdem die Liberale Partei bei der Provinzwahl 1966 die absolute Mehrheit gewonnen hatte, wurde MacDonald am 28. Juli 1966 von Alex Campbell, dem neuen Premierminister von Prince Edward Island, zum Minister für Land- und Forstwirtschaft in dessen Kabinett berufen und gehörte diesem bis 1972 an. 
Bei der Unterhauswahl vom 30. Oktober 1972 wurde er erstmals zum Abgeordneten in das kanadische Unterhaus gewählt und vertrat in diesem bis zu seiner Niederlage bei der Wahl vom 22. Mai 1979 den Wahlkreis Cardigan. Wenige Wochen nach der Wahl 1972 wurde er am 27. November 1972 von Premierminister Pierre Trudeau erstmals zum Minister für Veteranenangelegenheiten in das 20. kanadische Kabinett berufen und bekleidete dieses Ministeramt bis zum 3. Juni 1979.
Am 18. Februar 1980 wurde MacDonald im Wahlkreis Cardigan abermals zum Abgeordneten in das Unterhaus gewählt und gehörte diesem bis zu seinem Tod am 30. September 1980 an. Zeitgleich war er vom 3. März bis zum 30. September 1980 erneut Minister für Veteranenangelegenheiten in dem ebenfalls von Trudeau gebildeten 22. Kabinett Kanadas.